# Aleksandr Vinokurov
Aleksándr Nikolájevitj Vinokúrov (russisk: Александр Николаевич Винокуров, fransk translitteration: Alexandre Vinokourov, engelsk translitteration: Alexander Vinokourov, født 16. september 1973 i Petropavlovsk, Nord-Kasakhstan i Kasakhiske SSR (nuværende Kasakhstan)) er en tidligere kasakhstansk professionel landevejsrytter, som er sportsdirektør for det kasakhiske ProTour-hold XDS Astana Team. Han bliver ofte omtalt ved hans kaldenavn "Vino".

## Karriere som aktiv rytter
Vinokurov sluttede på tredjepladsen i Tour de France i 2003.
Vinokurov startede karrieren i 1997 hos det franske hold Casino, hvor han vandt blandt andet Fire dage ved Dunkerque og Dauphiné Libéré.[kilde mangler] I 2000 skiftede han til det store tyske, hold Team Telekom (senere T-Mobile Team), og han vandt sølv ved de olympiske lege i 2000, kun overgået af Telekom-holdkammeraten Jan Ullrich,[kilde mangler] og en etape i Vuelta a España.[kilde mangler]

### Kaptajn på T-mobile Team
Det helt store gennembrud kom i 2003, da Jan Ullrich midlertidigt forlod Telekom-holdet.[kilde mangler] Vinokurov vandt Paris-Nice, Amstel Gold Race og Schweiz Rundt samt en etape i Tour de France, hvor han som T-Mobiles kaptajn sluttede på en samlet tredjeplads efter vinderen Lance Armstrong og Ullrich på andenpladsen.
Efter at have misset Touren i 2004, fordi han brækkede skulderen i Schweiz Rundt umiddelbart inden tourstarten, tog Vinokurov revanche i 2005 hvor han vandt Liège-Bastogne-Liège, samt etapen i Dauphiné Libéré, der sluttede på "det skaldede bjerg", Mont Ventoux. Ullrich var vendt tilbage til T-Mobile holdet, og Vinokurov var udset til rollen som hjælper for ham. Han mente dog selv, at holdet først skulle finde ud af, hvem der var stærkest, i håb om, at han selv ville overraske. Selvom Vinokurov startede stærkt, måtte han dog se sig distanceret i bjergene.[kilde mangler] Efter en tredjeplads i tidskørslen på den næstsidste etape rykkede Vinokurov op på en samlet sjetteplads, kun to sekunder efter Levi Leipheimer på femtepladsen. På løbets sidste og afgørende etape til Paris, angreb Vinokurov på Champs-Élysées og med sin anden etapesejr det år, sikrede han sig nok bonussekunder for sejren til at overtage Leipheimers femteplads.

### Efter tiden ved T-mobile
Da hans kontrakt med T-Mobile udløb efter Touren, skiftede Vinokourov til det spanske hold Liberty Seguros-Würth under ledelse af sportsdirektøren Manolo Saiz. Her ville han blive holdets kaptajn i Tour de France.[kilde mangler] Vinokurov forberedte sig til 2006-touren ved at se bort fra de mange tidlige løb han tidligere havde vundet, men alligevel blev hans forberedelse forstyrret, da holdets sponsor Liberty Seguros trak sig som følge af en dopingsag under opsejling i Spanien, der havde Saiz som en af hovedpersonerne.[kilde mangler] Vinokurov fik dog via kontakter i Kasakhstan stablet et nyt sponsorat på benene, og holdet skiftede navn til Astana-Würth, opkaldt efter Kasakhstans hovedstad Astana.[kilde mangler]

### Olympisk mester
12 år efter sin sølvmedalje vandt Vinokurov guld i landevejsløbet i London 2012.

### Doping
I forbindelse med Tour de France i 2007, blev Aleksandr Vinokurov testet positiv for bloddoping. To typer røde blodlegemer blev fundet i A-prøven, der blev taget efter enkeltstartsetapen 21. juli, hvilket indikerer, at Vinokurov før enkeltstarten modtog en blodtransfusion fra en kompatibel donor.
24. juli blev Aleksandr Vinokurov smidt ud af touren med øjeblikkelig virkning, inden B-prøven forelå, selvom Vinokurov selv proklamerede, at han var uskyldig. Vinokurovs hold, Astana Team, valgte derefter på opfordring af Tourledelsen at trække sig fra løbet. B-prøven viste sig 28. juli også at være positiv, men Vinokurov fastholdt sin uskyld.

## Grand Tour-resultater
|  | Denne artikel eller sektion om sport er forældet eller ikke opdateret. Se artiklens diskussionsside eller historik. |

| Aleksandr Vinokurov: Grand Tour-resultater | Aleksandr Vinokurov: Grand Tour-resultater | Aleksandr Vinokurov: Grand Tour-resultater | Aleksandr Vinokurov: Grand Tour-resultater | Aleksandr Vinokurov: Grand Tour-resultater | Aleksandr Vinokurov: Grand Tour-resultater | Aleksandr Vinokurov: Grand Tour-resultater | Aleksandr Vinokurov: Grand Tour-resultater | Aleksandr Vinokurov: Grand Tour-resultater |
| ------------------------------------------ | ------------------------------------------ | ------------------------------------------ | ------------------------------------------ | ------------------------------------------ | ------------------------------------------ | ------------------------------------------ | ------------------------------------------ | ------------------------------------------ |
|                                            | 2005                                       | 2006                                       | 2007                                       | 2008                                       | 2009                                       | 2010                                       | 2011                                       | 2012                                       |
| Giro d'Italia                              |                                            |                                            |                                            |                                            |                                            |                                            |                                            |                                            |
| Sammenlagt                                 | -                                          | -                                          | -                                          | -                                          | -                                          |                                            |                                            | {{{SamletGdI12}}}                          |
| Bjergkonkurrencen                          | -                                          | -                                          | -                                          | -                                          | -                                          |                                            |                                            | {{{BjergGdI12}}}                           |
| Pointkonkurrencen                          | -                                          | -                                          | -                                          | -                                          | -                                          |                                            |                                            | {{{PointGdI12}}}                           |
| Ungdomskonkurrencen                        | -                                          | -                                          | -                                          | -                                          | -                                          |                                            |                                            | {{{UngGdI12}}}                             |
| Etapesejre                                 | -                                          | -                                          | -                                          | -                                          | -                                          |                                            |                                            | {{{EtapGdI12}}}                            |
| Tour de France                             |                                            |                                            |                                            |                                            |                                            |                                            |                                            |                                            |
| Sammenlagt                                 | 5                                          | -                                          | -                                          | -                                          | -                                          |                                            |                                            | {{{SamletTdF12}}}                          |
| Bjergkonkurrencen                          |                                            | -                                          | -                                          | -                                          | -                                          |                                            |                                            | {{{BjergTdF12}}}                           |
| Pointkonkurrencen                          |                                            | -                                          | -                                          | -                                          | -                                          |                                            |                                            | {{{PointTdF12}}}                           |
| Ungdomskonkurrencen                        |                                            | -                                          | -                                          | -                                          | -                                          |                                            |                                            | {{{UngTdF12}}}                             |
| Etapesejre                                 | 2                                          | -                                          | -                                          | -                                          | -                                          | 1                                          |                                            | {{{EtapTdF12}}}                            |
| Vuelta a España                            |                                            |                                            |                                            |                                            |                                            |                                            |                                            |                                            |
| / Sammenlagt                               | -                                          | 1                                          | -                                          | -                                          | udg.                                       |                                            |                                            | {{{SamletVaE12}}}                          |
| / Bjergkonkurrencen                        | -                                          |                                            | -                                          | -                                          | -                                          |                                            |                                            | {{{BjergVaE12}}}                           |
| / Pointkonkurrencen                        | -                                          |                                            | -                                          | -                                          | -                                          |                                            |                                            | {{{PointVaE12}}}                           |
| Kombinationskonkurrencen                   | -                                          |                                            | -                                          | -                                          | -                                          |                                            |                                            | {{{KombVaE12}}}                            |
| Etapesejre                                 | -                                          | 3                                          | -                                          | -                                          | 0                                          |                                            |                                            | {{{EtapVaE12}}}                            |

- udg. = udgået